# Marija-Sankowezka-Theater

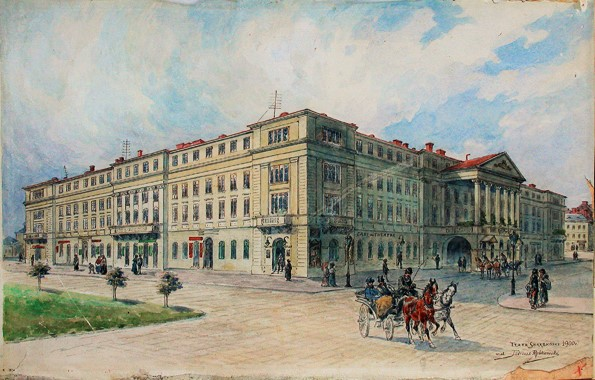
Zeichnung des Skarbek-Theaters im Jahr 1900

Das Marija-Sankowezka-Theater, auch Nationales akademisches ukrainisches Schauspielhaus Marija Sankowezka (ukrainisch Національний академічний український драматичний театр імені Марії Заньковецької) genannt, ist ein Theater in der westukrainischen Stadt Lwiw. Im Januar 2002 wurde dem Theater der Status eines Nationalen akademischen ukrainischen Schauspielhauses verliehen und es wurde als Nationales Denkmal der Ukraine registriert.

## Geschichte
Das Theater wurde von dem Theatermanager und Mäzen Stanislaw Skarbek in der damals noch Lemberg genannten Stadt gegründet. Ihm zu Ehren erhielt es den Namen Skarbek-Theater. Die klassizistische Gestaltung des Gebäudes wurde den österreichischen Architekten Alois Ludwig Pichl und Johann Salzmann übertragen. Der Bau des Gebäudes gestaltete sich sehr aufwendig, da zunächst über 16.000 Eichenpfähle in den wasserreichen Boden eingeschlagen worden mussten, um das Bauwerk zu stabilisieren. Die Außenfassade wurde mit einem Portal aus sechs ionischen Säulen versehen. Das Haus wurde 1842 mit Beethovens Fidelio-Ouvertüre und dem Drama Der Traum ein Leben von Franz Grillparzer eröffnet. Damals galt es als drittgrößtes Theater in Europa hinter der Mailänder Scala und dem Hoftheater in Dresden. Der in Form eines Hufeisens gestaltete Zuschauerraum wurde mit Plätzen für 1460 Personen ausgestattet. Außerdem gab es 54 Loggien und einen Orchestergraben für 40 Musiker. Zunächst wurden abwechselnd deutschsprachige und polnischsprachige Theaterstücke sowie deutsche und italienische Opern aufgeführt. Zeitweise wurde das Theater auch als Kino genutzt.
Zu Ehren von Marija Sankowezka, einem Star des ukrainischen Theaters des späten 19. und frühen 20. Jahrhunderts wurde das Haus 1922 umbenannt und mit ihrem Namen versehen. In den folgenden Jahren hatte das Theater mit wirtschaftlichen Schwierigkeiten zu kämpfen. Ab 1933 begann das Ensemble des Marija-Sankowezka-Theaters mit einer Tournee durch die Ukraine, die acht Jahre lang andauerte und in mehr als 100 Städte führte. Während des Zweiten Weltkrieges spielten Schauspieler an der Front für Soldaten. Ab 1944 hat sich das Theaterensemble dann permanent in Lwiw niedergelassen.

## Situation nach der russischen Invasion 2022
Unmittelbar nach dem russischen Überfall auf die Ukraine vom 24. Februar 2022 mussten alle Theater in der Ukraine, deren Gesamtzahl auf 150 geschätzt wird, einschließlich nationaler, regionaler, kommunaler und privater Theater den Betrieb einstellen. Schauspieler, Regisseure und Theatertechniker schlossen sich der territorialen Verteidigung oder den Streitkräften der Ukraine an oder engagierten sich mit freiwilligen Aktivitäten. Viele weibliche Angestellte flohen aus dem Land oder zogen in sicherere Regionen. Das Marija-Sankowezka-Theater, das ebenfalls in Lwiw gelegene Les-Kurbas-Theater sowie andere Theater in der Stadt wurden in Freiwilligen-Zentren und Notunterkünfte für Flüchtlinge umgewandelt und sie engagierten sich bei humanitären Hilfsprogrammen für Soldaten und Zivilisten. Flüchtlinge übernachteten zuweilen auf der Bühne der Theater.
Der Krieg hat die ukrainischen Theater in Bezug auf Komfort, Sicherheit und finanzielle Stabilität stark geschwächt. Großzügige und dauerhafte staatliche Subventionen sind entfallen. Die meisten Theater in der ukrainischen Hauptstadt Kiew und praktisch alle Theater in der westlich gelegenen Stadt Lwiw konnten den Betrieb Ende 2022 dennoch wieder aufnehmen. Werke russischer Autoren wurden aus den Spielplänen gestrichen. Das Marija-Sankowezka-Theater plant für die kommenden Monate Jazz-Konzerte, Liederabende und verschiedene Theaterproduktionen (Stand Mitte März 2023).